# Йоханес Йенсен
Йоханес Вилхелм Йенсен (на датски: Johannes Vilhelm Jensen) е датски писател, поет и есеист, лауреат на Нобелова награда за литература за 1944 година. Неговият исторически роман „Падането на краля“ (1900 – 1901) остава един от най-мащабните образци на жанра в датската литература.